# Kamelia
Camelia Adina Hora (n. 5 septembrie 1986, Ștei, Bihor), cunoscută mai bine sub numele de scenă Kamelia, este o cântăreață română. Face muzică împreună cu fratele ei, compozitorul George Hora, cu care deține un studio muzical, din anul 2000.
A devenit cunoscută după colaborarea cu rapperul Puya. În 2009, piesa „Change”, în colaborare cu Puya și George Hora s-a clasat pe locul 19 în top 100 cele mai difuzate piese din România, iar în 2010 a ajuns pe poziția 48. În același an, 2010, piesa „V.I.P.” în colaborare cu Puya s-a clasat pe locul 21.
În 2014, Kamelia a fost prezentă în top 100 cele mai difuzate piese din România, pe locul 30, cu melodia „Piesa mea preferată” împreună cu Vescan, după ce în 2013, cu aceeași piesă ei s-au clasat pe locul 77.
În 2014 a fost nominalizată în topul celor mai sexy o sută de femei ale anului din România, realizat de revista FHM, unde în urma voturilor s-a situat pe locul 12. În august 2014, Kamelia a fost nominalizată la premiile „Media Music Awards” la secțiunea Fans Like Award.
A participat la concursul Megastar (2006-2007), a fost cooptată într-unul dintre turneele trupei Simplu, apoi a cunoscut succesul alături de Puya și George, cu piesa „Change”, în anul 2009.
Împreună cu Puya a realizat piesele „Undeva-n Balcani”, „Change”, „V.I.P.”, „Americandrim” și „Vestul Sălbatic”.